# Aion Hyper GT
L'Aion Hyper GT est une berline électrique de direction qui sera produite par le constructeur automobile chinois GAC Group et vendu sous sa marque de véhicules électriques haut de gamme Aion. Lorsque la production de l'Hyper GT démarrera, ce sera le deuxième véhicule de la série Aion Hyper après la voiture de sport Aion Hyper SSR. L'Hyper GT sera également la voiture de série la plus aérodynamique à ce jour avec unité 0,19 Cx, le précédent record étant détenu par la Mercedes-Benz EQS à 0,20 Cx.

## Aperçu
L'Aion Hyper GT a été dévoilée le 30 décembre 2022 à Auto Guangzhou.

## Spécifications
|                                                                                     |  |  |
| Vue 2/4 de l'arrière de l'Aion Hyper GT à gauche, et vue de son intérieur à droite. |  |  |

L'équipe de recherche et développement de GAC a utilisé des éléments de conception aérodynamique présents dans des concept cars précédents tels que le GAC ENO.146 et le GAC TIME pour obtenir le faible coefficient de traînée de l'Hyper GT.
Bien que peu de spécifications sur les batteries de l'Aion Hyper GT aient été annoncées par GAC, la société a révélé que la version monomoteur de l'Hyper GT a une puissance de 250 kW et 434 Nm de couple, et une accélération de 0 à 100 km/h en 4,9 secondes. La voiture est basée sur la plateforme AEP 3.0 de GAC.